# Pierre Durand (Komponist)
Pierre Durand (* 6. April 1935 in Paris; † 31. August 1998 in Saint-Maur-des-Fossés) war ein französischer Komponist und Musikpädagoge.
Pierre Durand studierte am Paris Konservatorium Klavier bei Vlado Perlemuter, Harmonielehre bei Pierre Revel, Kontrapunkt und Fuge bei Noël Gallon und Komposition bei Tony Aubin. 1961 gewann er mit der Kantate La Loreley nach einem Gedicht von Guillaume Apollinaire den Ersten Second Grand Prix de Rome. Es folgte ein Studienaufenthalt in der Casa Velázquez in Madrid.
Er unterrichtete dreißig Jahre lang Solfège an verschiedenen Musikschulen in Paris. Außerdem war er von 1971 bis 1993 Assistent in einer Solfège-Klasse am Conservatoire de Paris und unterrichtete seit 1980 an der École Normale de Musique am Boulevard Malesherbes und am Städtischen Konservatorium von Paris.
Durand komponierte vorwiegend Klavier- und Kammermusik, außerdem einige musikpädagogische Werke und Filmmusiken.

## Werke
- Moment musical für Kornett und Klavier, 1969
- 22 Leçons de lecture de rythme et d'indépendance pour piano ou claviers, 1974
- Dialogue für Bass-Saxhorn, Tuba oder Bassposaune und Klavier, 1975
- Parcours für Bass-Saxhorn und Klavier, 1975
- Tournevalse für Bass-Saxhorn und Klavier, 1978
- Variations für Kornett oder Trompete und Klavier, 1981
- Étude de concert für Klavier solo, 1983
- Tambourin de Printemps für Cello und Klavier, 1983
- Tendre histoire für Flöte und Klavier, 1983
- Rêverie für Oboe und Klavier, 1987
- Saxo véloce für Alt- oder Tenorsaxophon und Klavier, 1989
- Tempo giusto für Klavier solo, 1990
- Vers la forêt für Horn und Klavier, 1990
- Sarments für Fagott und Klavier, 1995
- Deux Pièces brèves für Kontrabass und Klavier, VÖ 2000
- Petite histoire für Klavier solo
- Murmure für Klavier solo
- Rêverie für Violine und Klavier
- Musik zum Dokumentarfilm La Terre se repose von Henri Theron

| Personendaten    | Personendaten           |
| ---------------- | ----------------------- |
| NAME             | Durand, Pierre          |
| KURZBESCHREIBUNG | französischer Komponist |
| GEBURTSDATUM     | 6. April 1935           |
| GEBURTSORT       | Paris                   |
| STERBEDATUM      | 31. August 1998         |
| STERBEORT        | Saint-Maur-des-Fossés   |